# Feel It
Feel it é uma canção do DJ Felli Fel, lançada como seu terceiro single/compacto. Conta com a participação de vários rappers: Flo Rida, T-Pain, Sean Paul e Pitbull. Seu lançamento foi em 10 de Fevereiro de 2009.

## Faixas
Download Digital
1. "Feel It" - 3:49

## Desempenho nas Paradas
| Paradas (2009)                             | Melhor posição |
| ------------------------------------------ | -------------- |
| Estados Unidos - Billboard Hot Rap Tracks  | 23             |
| Estados Unidos - Billboard Pop 100         | 90             |
| Estados Unidos - Billboard Rhythmic Top 40 | 31             |